# Semestene
Semestene est une commune italienne de la province de Sassari dans la région autonome de la Sardaigne en Italie. 

## Administration
| Période                                  | Période  | Identité       | Étiquette | Qualité |
| ---------------------------------------- | -------- | -------------- | --------- | ------- |
| depuis 2007                              | En cours | Stefano Sotgiu |           |         |
| Les données manquantes sont à compléter. |          |                |           |         |

### Communes limitrophes
Bonorva, Cossoine, Macomer, Pozzomaggiore, Sindia